# Macerata
Macerata là một thành phố ở tỉnh Macerata trong vùng Marche của Ý.
Macerata có diện tích 92 km², dân số thời điểm 31 tháng 12 năm 2004 là 42.361 người.
Đô thị này có làng trực thuộc: Acquesalate, Acquevive, Botonto San Giacomo, Botonto Sant'Isidoro, Cervare, Cimarella, Cincinelli, Collevario, Consalvi, Corneto, Helvia Recina, Isola, Madonna del Monte, Montanello, Piediripa, Sforzacosta, Valle, Vallebona, Valteia, Villa Potenza.
Đô thị này giáp các đô thị sau: Appignano, Corridonia, Montecassiano, Montelupone, Morrovalle, Pollenza, Recanati, Tolentino, Treia.